# Reliéf (geografie)

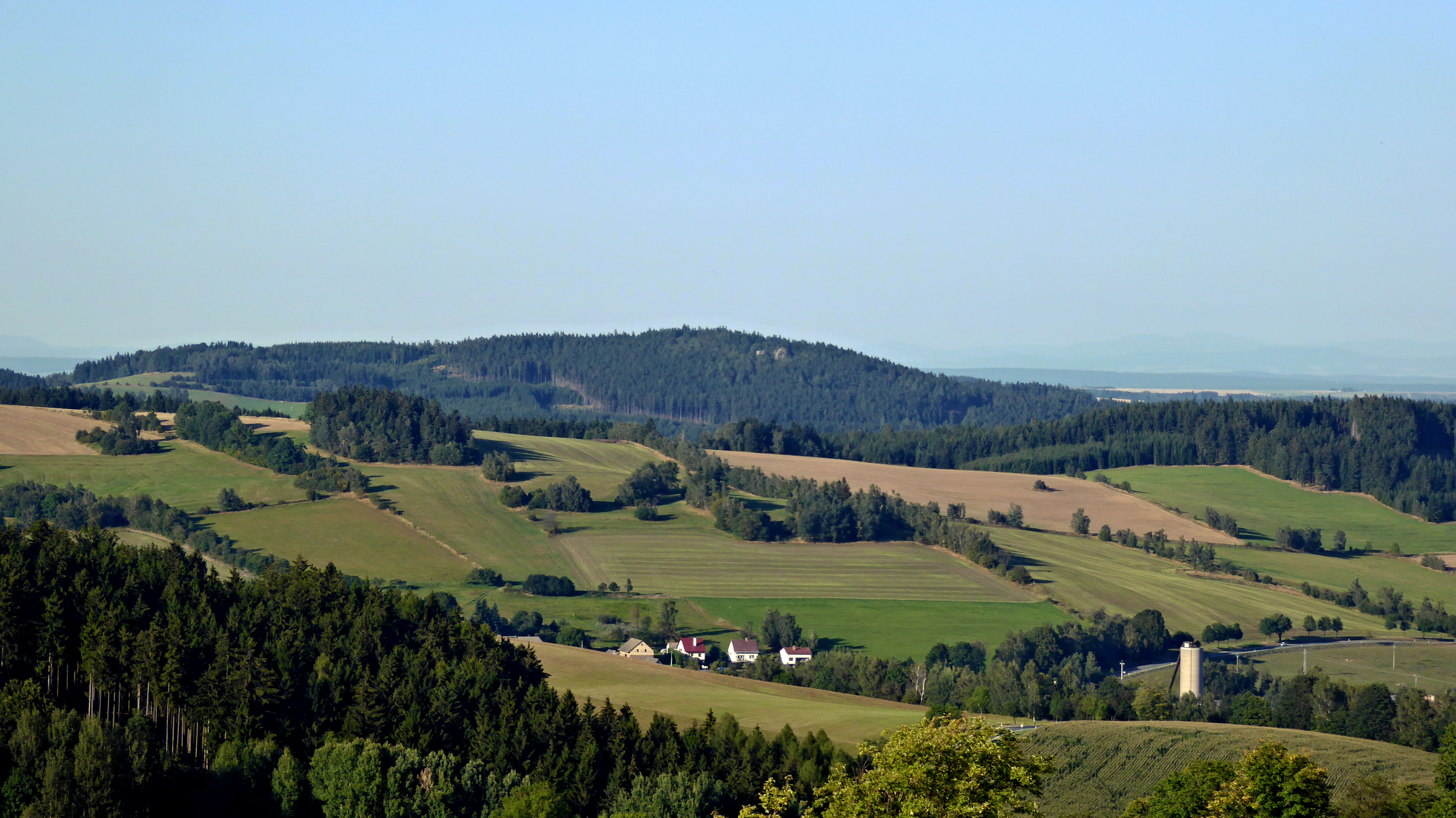
Georeliéf představuje tvářnost neboli vzhled krajiny, liší se typem a regionem, v záběru lokalita členité Pohledeckoskalské vrchoviny, geomorfologického okrsku Žďárských vrchů

Reliéf v geografii, též georeliéf, je odborný pojem geografie a geografických disciplín ve věcném významu slovního spojení „tvářnost neboli vzhled povrchu“ (reliéf) Země, v případě užití složeného slova georeliéf s jednoznačným významem spojeným s jeho první částí geo-, týkající se Země.
Z hlediska zemského povrchu (litosféry) je georeliéf svrchní plocha zemské kůry oddělující pevnou a tekutou část planety Země a současně je mezi těmito částmi plochou kontaktní. Pevnou částí Země tvořící její reliéf jsou pevniny (tzv. souše), včetně pedosféry a dna povrchových vod, také světového oceánu, tekutou částí se rozumí povrchová voda hydrosféry a také atmosféra.
Georeliéf není neměnný, podléhá změnám v důsledku geomorfologických procesů působících na svrchní plochu zemské kůry, např. v podobě přesunu hornin v důsledku přírodních nebo antropogenních vlivů i dalších změn vyvolaných geomorfologickými činiteli nesoucích s sebou energii, jak z vnitra planety Země (magma), v tzv. vnitřních pochodech reliéf zpravidla rozčleňující, tak i z okolního prostředí (Slunce, voda, proudění vzduchu – vítr), ve vnějším působení energie reliéf více či méně zarovnávající v čase. 
Horniny různých vlastností a uskupených do tvarů různého původu a stáří, lišící se vzhledem i rozměry, vytváří georeliéf krajiny, v celém komplexu značně složitý a v čase proměnný, včetně horninotvorného cyklu. V souvislosti s podobnými procesy vzniku, charakteristickým vzhledem, geologickou strukturou a výškovou členitostí omezeného území v určité krajinné oblasti lze georeliéf typologicky rozlišit (bez lokalizace zeměpisnými souřadnicemi) na dva základní typy – nížiny (nadmořská výška 0–200 m, výšková členitost 0–30 m) a vysočiny (nadmořská výška nad 200 m, výšková členitost nad 30 m).
Nížiny jsou charakteristické blízkostí vod a vodních toků, geomorfologicky akumulační roviny s nezpevněným podložím sedimentů, vzniklé přesunem hmotných částic hornin, např. odnosem vodou (jezerní, říční aj.) nebo naváté větrem (eolické, např. písečná duna). Vysočiny jsou obecným označením členitého georeliéfu, morfometricky (podle relativní nadmořské výšky) lze rozlišit sníženiny, pahorkatiny, vrchoviny, hornatiny a velehornatiny, přičemž v jakékoliv nadmořské výšce se může nacházet i (typologicky) forma roviny, nepřesahující 30 m svoji výškovou členitostí. Podle výškové členitosti se pahorkatiny, vrchoviny a hornatiny dále člení na tzv. podtypy, ploché (nižší hodnoty relativní nadmořské výšky) a členité (s vyššími hodnotami).
Typy georeliéfu jsou lokalizovány zeměpisnými souřadnicemi v rámci územního (plošného) vymezení, v tzv. regionálním členění georeliéfu s určením rozlohy a vlastního pojmenování, do geomorfologických jednotek.

## Původ slova
Georeliéf je slovo složené, v českém jazyku s cizím původem a psané s dlouhou samohláskou „e“ (druhou ve slově) počeštěné, skládá se ze dvou částí, geo- tvoří první část vědeckých a odborných pojmenování (-dezie, -fyzika, -grafie, -logie, -morfologie, -politika aj.), pochází z latiny (gaeo) a je odvozena od původně řeckého slova „gaia“ ve významu českého slova Země, reliéf je slovo vícevýznamové, pochází z italského „relief“, označující plastický (vypouklý) obraz vystupující z plochy na pozadí, obvykle ve výtvarném umění, např. reliéf v sochařství, v oblasti zeměpisu znamená tvářnost neboli vzhled zemského povrchu, v podobě užití složeného slova „georeliéf", s jednoznačným významem.

## Členění georeliéfu

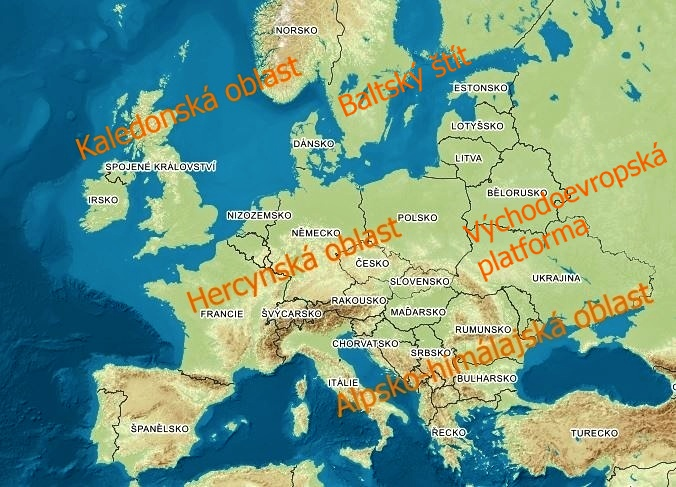
Georeliéf souvisí s tektonickou strukturou Země, kontinent Evropy je na jeho základě rozdělen do geomorfologických oblastí, na výřezu zeměpisné mapy jejich názvy a orientační rozmístění

Na základě tektonických struktur planety Země je její georeliéf rozčleněn plošně do územních geomorfologických jednotek, řádově odlišných. Řádově nejvyšší v Evropě je tvoří na severu Kaledonská oblast, vzniklá tzv. kaledonským vrásněním (např. orientačně část Norska a Velké Británie) a Baltský štít (Finsko, Švédsko), na severovýchodě Východoevropská platforma (část Polska a Ukrajiny, Bělorusko, Pobaltské republiky, Rusko), na jihovýchodě Alpsko-himálajská oblast, též Alpsko-himálajský systém vzniklý tzv. alpinským vrásněním (Švýcarsko, Itálie, Slovensko, státy Balkánského poloostrova a také část Rakouska a Česka), na severozápadě Hercynská oblast, též Hercynský systém související také s tzv. variským, též hercynským vrásněním (Portugalsko, Belgie, Nizozemí, Dánsko a větší části Španělska, Francie, Německa a také Česka).
Systém geomorfologického členění georeliéfu se odvíjí od základních tektonických struktur Země a horotvorného procesu (orogeneze), v jednotlivých státech světa se i přes mezinárodní spolupráci geografů, geologů a geomorfologů vytvořily soustavy specifické a vztažené k určitému území s názvoslovím tvarů v národních jazycích a vymezením zeměpisnými souřadnicemi v regionálním členění.
V rámci fyzické geografie se studiem zemského povrchu, jeho vývojem (a také reliéfem) zabývá oborová vědní disciplína nazvaná geomorfologie. Předmětem studia jsou souvislosti mezi georeliéfem a jeho okolním prostředím a procesy (jevy) spojené s utvářením zemského povrchu. Geomorfologie označuje reliéf jako uskupení rozličných tvarů povrchu zemské kůry.
Ve vztahu k vymezenému území určité krajinné oblasti se georeliéfem zjednodušeně rozumí tvar zemského povrchu. V rámci půdního obalu Země (pedosféry) je reliéf krajiny v souvislosti s nadmořskou výškou, sklonem plochy (geomorfologických útvarů), orientací vůči světovým stranám a expozicí vůči Slunci, proudění vzduchu (větru) a vodě (též dešti) důležitým půdotvorným činitelem, ovlivňujícím např. zemědělskou produkci a péči o krajinu, v oblasti stavebnictví je georeliéf významný z hlediska projektování staveb a vytyčování tras dopravních cest.

## Vznik georeliéfu
Georeliéf je nehmotný, hmotným nositelem jsou horniny zemské kůry, vzhled svrchního povrchu Země souvisí s vlastnostmi hornin zemské kůry, jejich uložením, stářím apod. Výsledný tvar zemského povrchu vzniká v důsledku působení endogenních (vnitřních) a exogenních (vnějších) geomorfologických pochodů, endogenní pochody vedou zejména k vytváření nerovností povrchu, exogenní pochody směřují k zarovnávání povrchu a zmenšování výškových rozdílů.
Reliéf povrchu Země je značně složitý, popis v celé komplexnosti nesnadný. Členěn je na geometricky jednoduché plochy navzájem oddělené lomy spádu (hranami), označované jako hřbetnice, údolnice, úpatnice či úpatí, v terénu mají méně často ostrý lom spádu, povětšinou tvoří úzké přechodové plochy.
Plochy reliéfu vznikají působením geomorfologických pochodů, mohou mít různý vzhled, sklon, orientaci z hlediska světových stran a expozici vůči Slunci, proudění vzduchu nebo vodě i v podobě deště v závislosti na sklonu a orientaci. Působením geomorfologického pochodu v jednom směru vznikají geneticky stejnorodé plochy, jednotlivé plochy georeliéfu vytvářejí složitější povrchové tvary (formy).

## Typologie
Plochy se rozlišují podle spádnic na přímkové neboli přímé, konkávní neboli vkleslé (vhloubené tvary zemského povrchu, např. brána, brázda, kotlina, prolom, úval) a konvexní neboli vypuklé (vystouplé tvary zemského povrchu, např. kupa, vrch, hora), sklonem se dělí na rovinné (0–2°), mírně sklonité (2–5°), značně skloněné (5–15°), příkře skloněné (15–25°), velmi příkře skloněné (25–35°), srázy (35–55°) a sruby či stěny (sklon více než 55°).
Morfografie popisuje povrchové tvary na omezeném území, útvary se stejným vzhledem, historií vývoje a geomorfologickými pochody v závislosti na geologickém podloží vytváří v rámci vymezeného území určitý typ georeliéfu. Morfometrie (měření povrchových tvarů Země) rozlišuje výškovou členitost tvarů zemského povrchu ve čtverci 4x4 km jako rozdíl mezi nejnižším a nejvyšším bodem (typologicky rovina, sníženina, pahorkatina, vrchovina, hornatina, velehornatina).

## Klasifikace reliéfu

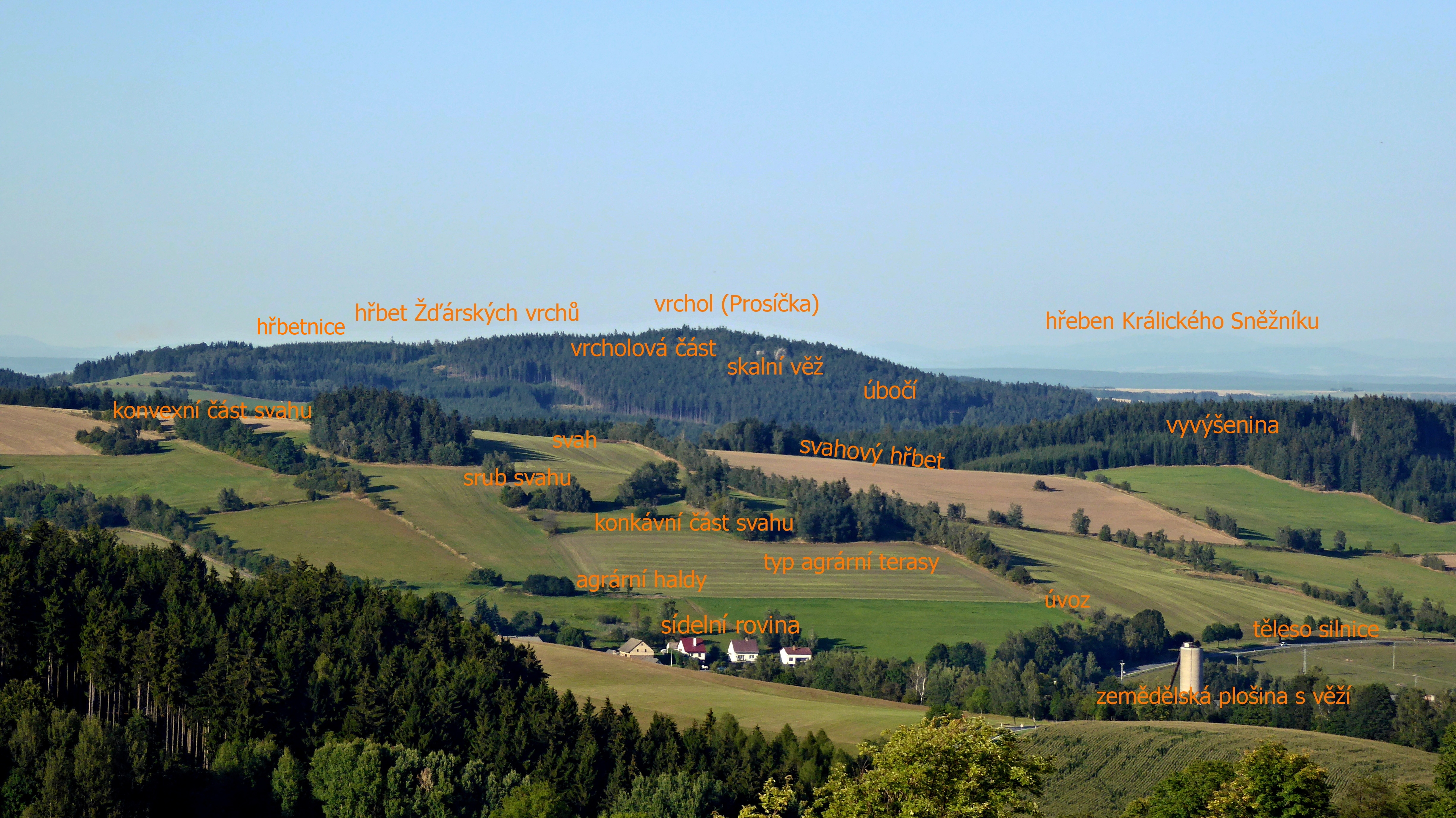
Orientační příklady tvarů georeliéfu krajiny v topografickém nebo geomorfologickém významu

Vzhled ploch závisí na vlastnostech, uložení a stáří hornin, které ji tvoří a procesech, které na ni působí. Georeliéf je složen z množiny tvarů vzniklých na zemském povrchu při reliéfotvorných pochodech v důsledku různých geomorfologických činitelů, např. působením magma při endogenním neboli vnitřním procesu nebo prouděním vzduchu (vítr), vody, též v podobě deště a zářivé energie slunečních paprsků při exogenním neboli vnějším působením energie. Působením jednoho činitele vznikly tvary monogenetické, tvary polygenetické jsou podílem dvou a více činitelů.
Výsledkem geomorfologických pochodů je reliéf zemského povrchu s geomorfologickými tvary označovanými (abecedně) podle vzniku antropogenní (vzniklé lidskou činností), denudační (např. vlivem eroze), eolické (vzdušným prouděním), fluviální (prouděním vody), glaciální (v důsledku ledovce, též doby ledové), krasové (v oblasti vápenců a dolomitů průnikem vody horninami, např. v podzemí jeskyně, na povrchu se spolupůsobením dalších erozních činitelů závrty), periglaciální (v oblasti před pevninským ledovcem, např. kamenné moře vzniklé také v souvislosti s tzv. periglaciálním klimatem), sopečné a strukturní (související s prostorovým uspořádáním hornin, jejich vlastnostmi, s různou odolností).

### Tvar
- podle polohy
  - reliéf pevninský
  - reliéf oceánský (dno oceánu)

- přímkové (ploché)
  - plošina – plochý nebo mírně zvlněný povrch s převládající malou výškovou členitostí do 30 m, v regionálním členění georeliéfu např. Vysokochvojenská plošina
  - planina – plochý povrch ve větší nadmořské výšce v oblasti vrchovin nebo hornatin s převládající výškovou členitostí do 30 m, v regionálním členění georeliéfu je typická rozsáhlá krajinná oblast Velké planiny spojující území Kanady, USA a Mexika, v malých plochách se v Česku vyskytuje např. v krajinné oblasti Kvildské pláně
- konkávní
  - brázda – úzká protáhlá sníženina v terénu, v regionálním členění georeliéfu např. Boskovická brázda
  - brána – protáhlá sníženina spojující sousedící lokality v krajině s větší rozlohou, v regionálním členění georeliéfu např. Moravská brána
  - kotlina – výrazná sníženina obklopená vyvýšeninami okolní krajiny, v regionálním členění georeliéfu např. Milovská kotlina
  - údolí – protáhlý tvar sníženiny lemované vyvýšeným terénem, erozní činností modelované říční údolí, podle příčného profilu do tvaru soutěsky, např. v národní přírodní rezervaci Kaňon Labe, typem údolí také trog nebo uvala
  - úval – protáhlá sníženina v krajině se širokým dnem s výškovou členitostí do 75 m, v regionálním členění georeliéfu např. Hornomoravský úval

- konvexní
  - kopec – obecně označovaný tvar vyvýšeniny v krajině, rozměrově různý, morfometricky přesně nevymezený, původem vzniku i uměle navršená hornina
  - pahorek – vyvýšenina terénu, malých rozměrů, nevýrazného úpatí, mírného sklonu svahů, původem vzniku i uměle navršená hornina, typický tvar pro pahorkatiny neboli krajiny „výškově malých kopců“, např. v regionálním členění georeliéfu Chvaletická pahorkatina
  - kupa – v krajině vyvýšenina typická plochou zaoblenou vrcholovou částí, tvarem půdorysu eliptická, kruhová nebo nepravidelná, vyskytuje se také ve svahu hřbetů, rozměrově tvar v podobě pahorku, vrchu nebo hory, příkladem může být Biskupská kupa
  - vrch – výraznější vyvýšenina v krajině, větších rozměrů, s relativní výškou 150–300 m, ve vrcholové části někdy se skalními výchozy, např. Pasecká skála, se shodným rozpětím výškové členitosti na určitém území tvar ve větším počtu (vrchy), v regionálním členění georeliéfu tvořící vrchovinu, typicky Žďárské vrchy, od nich odvozen tzv. žďárský typ georeliéfu
  - hora – v krajině výrazná vyvýšenina, velkých rozměrů, s relativní výškou 300–600 m, výrazných svahů a úpatí, např. Sněžka (nejvyšší vrchol Česka), někdy osamocená a skalnatá tzv. ostrovní hora, příkladem může být Falkenstein (skalní věž v Saském Švýcarsku), v tabulích sedimentárního nebo vulkanického původu tzv. tabulová, též stolová hora s rovinnou plochou na temeni, se shodným rozpětím výškové členitosti na určitém území tvar ve větším počtu (hory), v regionálním členění georeliéfu tvořící hornatinu, např. Krkonoše (česko-polské pohoří, nejvyšší v Česku)
  - velehora – mohutná vyvýšenina v krajině, s relativní výškou nad 600 m, např. Mont Blanc, nejvyšší v Alpách (Montblanský masiv), též v Evropě a na území států Evropské unie
  - štít – ostrá skalní vrcholová část především hor a velehor, složitý skalní tvar, v horském pásmu výrazný vrchol, např. Gerlachovský štít, nejvyšší ve Vysokých Tatrách a na Slovensku
  - hřeben
  - hřbet

### Sklon
- rovinné (0–2°)
- mírně skloněné (2–5°)
- značně skloněné (5–15°)
- příkře skloněné (15–25°)
- velmi příkře skloněné (25–35°)
- srázy (35–55°)
- stěny (více než 55°)

### Orientace
- SZ až SV jako orientované k severu
- SV až JV jako orientované k východu
- JV až JZ jako orientované k jihu
- JZ až SZ jako orientované k západu

Orientace rovinných ploch se sklonem do 2° se nezjišťuje a nekategorizuje.

## Georeliéf Česka

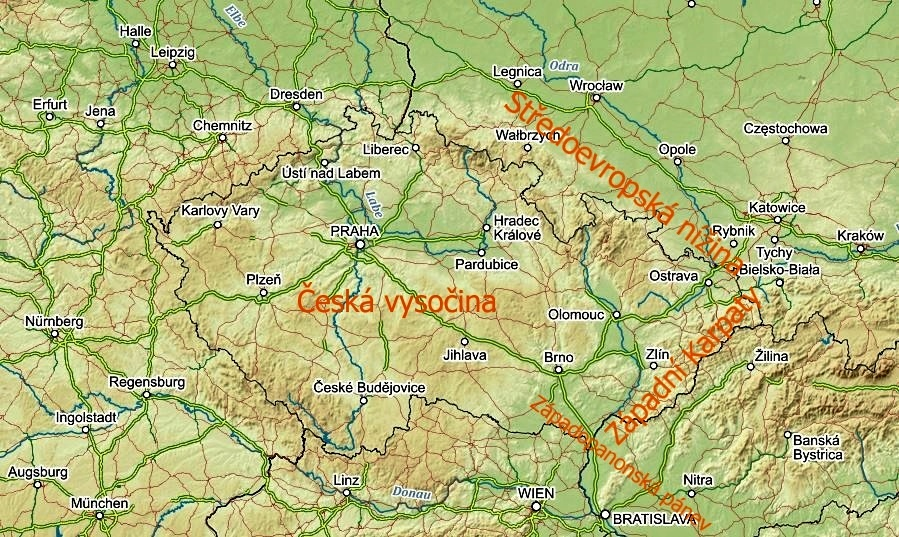
Georeliéf Česka, na snímku s orientačně vyznačenými geomorfologickými provinciemi, v českém prostředí řádově nejvyšší úrovně geomorfologického členění státního území

V bývalém Československu se zkoumáním georeliéfu krajiny zabýval Geografický ústav Československé akademie věd se sídlem v Brně, zrušen v roce 1993. V letech 1964 – 1977 vzniklo geomorfologické členění státního území Česka až na úroveň geomorfologických okrsků, včetně jejich pojmenování. Veřejnosti prezentovány v roce 1987 v publikaci vydané nakladatelstvím Academie v Praze pod názvem „Zeměpisný lexikon ČSR Hory a nížiny“. 
Za použití digitálních technologií a využití vrstevnicové mapy z roku 2005 vznikla digitální mapa prezentující územně vymezené geomorfologické jednotky v systémově provedeném členění pro celé území Česka, řádově na 4 provincie, 10 soustav, 28 podsoustav, 94 celků, 243 podcelků a 933 okrsků. Seznam geomorfologických jednotek publikován Agenturou ochrany přírody a krajiny České republiky v roce 2006 ve 2. vydání „Zeměpisného lexikonu ČR, Hory a nížiny“.
V georeliéfu Česka jsou typologicky zastoupeny nížiny do nadmořské výšky 300 m a vysočiny v nadmořské výšce nad 300 m, omezené krajinné oblasti okolní vyvýšeninou jsou sníženiny (typem brány, brázdy, kotliny, pánve, prolomy, úvaly) tektonického původu nebo vzniklé erozně denudačními pochody s odnosem méně odolných hornin, v regionálním členění např. Jihočeské pánve (vznik tektonickým pohybem zemské kůry) nebo Podhradská kotlina v Železných horách (vznik v krystalických břidlicích odnosem méně odolných hornin).
Georeliéf Česka vznikl horotvorným procesem, z hlediska geologie se vytvořily dva odlišné geologické celky. V důsledku tzv. variského vrásnění horninová geologická jednotka nazvaná Český masiv, přesahující české území a do východní části Česka zasáhly Karpaty, oblastí označované Západní Karpaty, tvořící též geologickou jednotku. Český masiv v podobě kruhového tvaru (ohraničený pohořími) se stal obsahem hypotézy o tzv. Českém kráteru ve smyslu impaktního kráteru vzniklého na povrchu Země.

### Typologické členění
Typy georeliéfu dle výškové členitosti:
- rovina (0–30 m), především v nivních sedimentech v okolí řek, v regionálním členění např. Poděbradská nebo Smiřická rovina
- pahorkatina (plochá 30–75 m a členitá 75–150 m), na českém území zastoupeny nejrozsáhlejší plochou, např. Skutečská pahorkatina nebo členitá Stružinecká pahorkatina
- vrchovina (plochá 150–200 m a členitá 200–300 m), příkladem ploché vrchoviny jsou Železné hory a členité jejich geomorfologický okrsek Kameničská vrchovina
- hornatina (plochá 300–450 m a členitá 450–600 m), plochou hornatinou je např. Šumava, členitou hornatinou Krkonoše, nejvyšší pohoří v Česku
- velehornatina (nad 600 m), v územním celku geomorfologické jednotky se v Česku nevyskytují

### Regionální členění
Georeliéf Česka v regionálním (územním) členění tvoří řádově odlišné geomorfologické jednotky v návaznosti na evropské geomorfologické členění 4. řádu zastoupeného na českém území geomorfologickými jednotkami obecně označovanými provincie s názvy Česká vysočina, Západní Karpaty, Západopanonská pánev a rozlohou malým územím Středopolská nížina, v Česku pro označení provincie používaná řádově vyšší geomorfologická jednotka s názvem Středoevropská nížina. V českém prostředí je provincie geomorfologickou jednotkou třetí úrovně.
Do georeliéfu Česka zasahují evropské geomorfologické jednotky 1. až 8. řádu, z nejvyšších (1. řádu) je to Hercynská oblast (Hercynský systém) a Alpsko-himálajská oblast (Alpsko-himálajský systém), v českém prostředí označované za (nejvyšší) geomorfologický systém první úrovně.
Území Česka z geomorfologických jednotek evropského 2. řádu v rámci Hercynské oblasti překrývá podoblast Hercynidy, též s názvem Hercynská pohoří a dále Západoevropské a středoevropské nížiny (Epihercynské nížiny), z Alpsko-himálajské oblasti je to Karpatská podoblast (Karpaty), v českém prostředí jednotky označované za geomorfologický subsystém druhé úrovně.
Ze 3. řádu geomorfologických jednotek na kontinentu Evropy se z Hercynid (Hercynských pohoří) na českém území nachází krajinné oblasti „Středoevropských vysočin“ a ze „Západoevropských a středoevropských nížin“ rozsahem malá část Středoevropské nížiny, z Karpatské podoblasti části Karpat a Panonské pánve. Středoevropská nížina je využita v českém prostředí pro označení provincie, též geomorfologické jednotky třetí úrovně pro zachování přibližných horopisných podmínek podobně jako v Evropě.
Evropské geomorfologické jednotky 4. řádu zastupuje v Česku ze „Středoevropských vysočin“ většinou rozlohy Česká vysočina, ze Středoevropské nížiny rozsahem malé území Středopolské nížiny, z evropských Karpat jsou to Západní Karpaty a z evropské Panonské pánve rozsahem malá Západopanonská pánev.
V regionálním členění georeliéfu Česka, s přibližnými hodnotami plochy a procenta vztaženými ke státnímu území o celkové rozloze 78 867 km2, jsou v návaznosti na evropské jednotky 4. řádu vymezeny do třetí úrovně geomorfologických jednotek obecně označených provincie:
- Česká vysočina, rozloha 66 394 km2 (přesněji 66 394,01 km2), tvoří 84,2% českého území
- Západní Karpaty, rozloha 11 120 km2 (přesněji 11 119,71 km2), tvoří 14,1% českého území
- Západopanonská pánev, rozloha 958 km2 (přesněji 957,76 km2), tvoří 1,2% českého území
- Středoevropská nížina, rozloha 396 km2 (přesněji 395,52 km2), tvoří 0,5% českého území

Evropský 5. řád geomorfologického členění zahrnuje v českém prostředí pouze části geomorfologických jednotek čtvrté úrovně, označené v Česku obecně za geomorfologické soustavy, z nich jsou to Středopolské nížiny (součást provincie Středoevropská nížina), Vněkarpatské sníženiny a Vnější Západní Karpaty (součásti provincie Západní Karpaty) a Vídeňská pánev (součást provincie Západopanonská pánev).
Evropské geomorfologické jednotky 6. až 8. řádu překrývají opět části zmíněných geomorfologických soustav na českém území, nejnižší z evropských zahrnuje Čantoryjskou hornatinu, v Česku geomorfologický podcelek Slezských Beskyd.
V Česku byly řádově nižší geomorfologické jednotky, od provincie ve třetí úrovni geomorfologického členění georeliéfu, kodifikovány do sestavy s vlastními jmény, plošnou výměrou a označeny pro přehlednost indexem. Ve čtvrté úrovni s obecnými názvy geomorfologická soustava, dříve označovaná slovním spojením subprovincie (územně vymezené především podle geologické struktury), v páté úrovni geomorfologická podsoustava, dříve označovaná za oblast (shodná morfostrukturou a podobnou výškovou členitostí), v šesté úrovni geomorfologický celek (shodný geomorfologickou historií a vývojem georeliéfu), v sedmé úrovni geomorfologický podcelek (více stejnorodý povrchovými tvary a jejich vývojem) a v osmé úrovni geomorfologický okrsek (charakteristický výškovou polohou se shodným původem georeliéfu).
V systémově provedeném členění pro celé území Česka je okrsek řádově nejnižší geomorfologická jednotka, typologicky se stejnorodým reliéfem zemského povrchu.